# Пермский метрополитен
Пе́рмский метрополите́н — проектировавшаяся ранее система линий метрополитена в Перми.
Первый официальный план Пермского метро был опубликован в 1982 году. Тогда же начались работы предварительного цикла.
Первый план запуска в эксплуатацию 1-й очереди метро — 1991 год.

## История
Необходимость строительства в растущей Перми скоростного внеуличного транспорта появились в 1970-х годах. Количество жителей приближалось к миллиону человек. Трест «Новосибирскгражданпроект» подготовил проект строительства двух линий метро: первой — по левому берегу Камы, и второй — на правый берег. Вскоре в 1979 году Пермь стала действительным «миллионником» и в 1982 году уже другой трест — «Ленметрогипротранс» — подготовил первое технико-экономическое обоснование (ТЭО) строительства этих 2-х линий. После утверждения проекта начались работы предварительного цикла, в частности, сооружение фундамента для депо метрополитена. 
Согласно официальному плану Пермского метро, опубликованному в 1982 году, вот как описываются эти 2 линии:

[…] Первая линия — протяженностью 13 километров, пересекает город с запада на восток, вдоль Камы. На ней предполагается соорудить 9 станций. Начинается она у лесокомбината Красный Октябрь. Кстати, здесь же будет расположено и депо метрополитена. Следующие остановки «Проспект Ворошилова» это уже микрорайон Парковый и «Университет» — а это значит и станция Пермь 2. Дальше метрополитен пойдет вдоль улицы Ленина. Здесь будут остановки: «Крисанова», «Октябрьская площадь», «Завод Шпагина», затем станция «Городские горки» — она в районе цирка, «Уральская» — в районе Рабочего поселка и, наконец, «Сад имени Я. М. Свердлова».
Вторая линия пройдет с севера на юг. Её протяженность 17 километров и она должна пересечь Каму. Начинается линия на правом берегу Камы в будущем жилом массиве Камская долина. Для него предусмотрено три станции: «Пионерская», «Строителей» и «Заречная». Приблизительно в пятистах метрах выше автомобильного моста через Каму метро должно пересечь реку […] и поезда пойдут до станции «Улица Орджоникидзе». В районе Октябрьской площади эта трасса пересечет левобережную линию, так что остановка «Октябрьская площадь» станет местом для пересадки с одной линии на другую. А дальше на трассе намечаются такие остановки: «Революции», «Комсомольская площадь», «Чкаловская» — в районе улицы с этим названием метрополитен перейдет с Комсомольского проспекта на улицу Куйбышева. Здесь остановки будут у производственных объединений Моторостроитель имени Я. М. Свердлова и агрегатного имени М. И. Калинина, затем линия повернет в сторону нынешнего аэропорта местных линий, где со временем должен вырасти новый жилой микрорайон. Здесь предусмотрена станция «Бахаревка» . И закончится линия остановками в микрорайоне Нагорный: «Торговый центр», «Улица Леонова» и «Улица Геологов». Вот такова схема Пермского метрополитена.
А. СОКОЛОВ.
30 мая 1982 г. газета «Звезда».

В мае 2006 года пермская газета «Местное время» опубликовала следующую информацию по истории вопроса:

Она [история пермского метро] началась ещё в 1976 году, когда было принято Постановление ЦК КПСС и Совмина СССР о развитии строительства метро. В Российской Федерации было определено 4 города: Казань, Челябинск, Омск и Пермь. Эпохи, граждане, проходили, карта мира менялась, а метро… строилось по плану.
В 1981 году УКС Пермского горисполкома получил лимит на проектные работы для составления технико-экономического обоснования (ТЭО) строительства метро в Перми. Госплан России определил генпроектировщика: Ленинградский филиал Всесоюзного НИИ «Метропроект». Наше ТЭО метро рассмотрели в Госстрое и Госплане России, правительство его утвердило.
Трест «ВерхнеКамТИСИЗ» выполнил геолого-изыскательные работы. В пойме речки Мулянки по плану следовало разместить метро-депо и производственную базу «Метростроя». Намыли там 650 тысяч кубометров высококачественной камской песчано-гравийной смеси.

В связи с тяжёлой экономической ситуацией 90-х годов строительство метро было сначала приостановлено, а затем и фактически прекращено.
В начале 2000-х к обсуждению возобновления строительства метро вернулись. Пермь попала в Федеральную программу строительства метрополитенов до 2020 года. «Пермгражданпроект» подготовил проект .
Подробно про историю Пермского метро: .
Схемы Пермского метро:
.
Фотографии геологических изысканий, выполняемых студентами ПГТУ (примерно 1982): [8].
В июле 2015 петербургский бизнесмен Роман Бичурин предложил проект надземного метро в Перми. Мэрия попросила техническое обоснование и план.

## Современная ситуация
При многократных откладываниях строительства метро власти обещают развивать трамвай в сторону скоростного/подземного трамвая, лёгкого/наземного метро, но существенных продвижений в сторону модернизирования трамвайной системы, кроме увеличения процента обособленности путей бордюром и разметкой, нет (например, заглубления трамвая под проезжие части в центре и прокладки трамвайных путей по путепроводам/эстакадам). Наземным метро первое время называли городскую электричку.
Губернатор Пермского края В. Ф. Басаргин 1 апреля 2013 года заявил, что «нужно ждать появления новых технологий, которые будут способны серьезно снизить стоимость строительства, а реалистичные прогнозы говорят о том, что принимать решение о строительстве метрополитена можно будет лишь в начале третьего десятилетия этого века».
Однако в интервью пермской радиостанции «Авторадио» 3 апреля 2013 года директор пермского института транспорта ПНИПУ Михаил Якимов возразил губернатору, отвечая на вопрос о целесообразности возведения длинных автомобильных тоннелей, ведущих к новому будущему мосту через реку Каму, и сказал, что строительство метро, точно так же, как и строительство этих тоннелей, не так и дорого именно в Перми, и в среднем стоимость возведения метро здесь ничем не отличается от стоимости строительства метро в любом среднестатистическом городе России, а пермский метрополитен не хотят строить только по причине того, что по прогнозам аналитиков население Перми не будет расти в ближайшие годы.
Уже 29 июля 2013 года член Совета Федерации Пермского края Андрей Климов созвал круглый стол, где законодатели, политики, застройщики и учёные обсудили развитие подземного пространства Перми.
На совете обсуждались вопросы строительства подземных переходов, парковки и торгового центра под эспланадой, а также строительство пермского метро.
Сити-менеджер Перми Анатолий Маховиков рассказал, что властям Пермского края уже представляли проекты подземного строительства в Перми, но по разным причинам они были отклонены. Под такие проекты было сложно выделить участок земли, поскольку возникают конфликты в законодательстве с законом о недрах, Земельным и Гражданским кодексами. Также он сказал, что муниципалитету самому нужно финансировать некоторые из таких подземных проектов.
Вице-спикер пермской городской думы Аркадий Кац в споре с завкафедрой строительного производства и геотехники пермского «политеха» Андреем Пономаревым лоббировал строительство метрополитена в Перми.
Он отметил, что без строительства метро другие проекты подземного строительства малоэффективны. И Андрей Пономарев согласился, что с точки зрения инженера метро в Перми строить можно и привёл пример коммунального коллектора, там две трубы диаметром 6 метров и там можно передвигаться на вагонетках. Он также заметил, что метро — это тяжёлый, сложный, дорогой проект с учётом наших геологических условий, но технически это возможно.
Участники также вернулись к проекту развития пространства под эспланадой, представленному на последнем градостроительном совете при губернаторе. Член комиссии по землепользованию и застройке Денис Галицкий, отстаивал идею Анатолия Маховикова с муниципальными парковками под эспланадой. Депутат пермской городской думы Сергей Климов назвал пять проблем, которые мешают подземному строительству в России — это высокая стоимость, правовые барьеры, отсутствие ГЧП, точной информации о геологии в городе и кадрового потенциала. Самыми острыми остались три вопроса — какова же стоимость развития подземного пространства, что нужно изменить в законодательстве и какую территорию Перми выбрать под экспериментальные проекты.
На 2017 год планы по проектированию метро в Перми фактически свёрнуты, проект попал в число семи самых грандиозных, но нереализованных планов по развитию города. На данное время существует проект городской электрички.

## Проект частного наземного метро в Перми
В мае 2017 года петербургский бизнесмен Ринат Бичурин призвал горожан пожертвовать деньги на проект частного метро в Перми. Сеть наземного метро протяжённостью 80 км планировалась к постройке без привлечения бюджетных средств, инвестиции возвращать планировалось за счёт размещения рекламы и торговых точек. Городская администрация проект, предложенный ещё в 2015 году, не поддержала ввиду отсутствия конкретики, отметив, что в проекте на первом месте не метро, а получение земельных участков в центре города на ларьки и магазины. В 2015 году администрация города официально отказала бизнесмену из Санкт-Петербурга.

## Проект Компактный город
В 2020 году появился план создания Пермского наземного метро. В 2020 был запущен проект «Пермский диаметр 1», соединяющий Пермь и Краснокамск поездами Ласточка. В апреле 2022 года губернатор Пермского края Дмитрий Махонин объявил, что Пермское центральное кольцо начнёт свою работу уже 30 апреля 2022 года. Таким образом, запуск ПЦК даст начало Пермскому наземному метро.